# Caroline Mathilde av Storbritannien
Caroline Mathilde av Storbritannien (engelska: Caroline Matilda), född 22 juli (enl. n.s; 11 juli enl. g.s.) 1751, död 10 maj 1775, var dotter till Fredrik Ludvig av Wales och Augusta av Sachsen-Gotha och syster till Georg III av England. Mellan 1766 och 1772 var hon gift med sin kusin Kristian VII av Danmark och var därmed drottning av Danmark och Norge.

## Biografi

### Uppväxt
Prinsessan Caroline Mathilde föddes den 11 juli (enl. G.S.; 22 juli enl. N.S.) 1751 som nionde och yngsta barnet till brittiska tronföljarparet Fredrik, prins av Wales och Augusta av Sachsen-Gotha och syster till den blivande kung Georg III av Storbritannien. Hennes far hade dött ungefär tre månader före hennes födelse, den 31 mars 1751, och hon var således ett postumt barn. Hennes far hade haft ett ansträngt förhållande till sin egen far, och 1737, efter ett bråk, hade kungen förvisat sin son från hovet. Han hade sedan dess bott i ett nytt, hyrt residens, Leicester House, ett stort adelspalats i Westminster, norr om dagens Leicester Square, där Caroline Mathilde föddes.
Caroline Mathilde växte upp i en stor syskonskara, där mamman, änkeprinsessan av Wales, var ensam med barnen. Hon växte upp i en familjär atmosfär på avstånd från det engelska hovet och beskrevs som naturlig och informell. 1766 förmäldes hon med sin kusin kung Kristian VII av Danmark och blev 1768 mor till kronprins Fredrik (sedermera Fredrik VI av Danmark).

### Drottning
Hennes gemål var till följd av utsvävningar tidigt förstörd både till själ och kropp samt blev henne snart fullkomligt likgiltig. Dessutom var han helt betagen av sin älskarinna, Støvlete-Cathrine. Caroline gjorde sig känd för att sätta sig över konvenansen, bland annat väckte hon uppseende genom att rida gränsle i manskläder, inte i damsadel som det anstod en kvinna på den tiden.
Vid hemkomsten från en utrikes resa (i januari 1769) medförde Carolines make Johann Friedrich Struensee som sin livmedikus. Denne begåvade och lättsinnige man fick snart som läkare och föreläsare stort inflytande över drottningen, och på våren 1770 övergick förtroligheten till ett kärleksförhållande, vilket Caroline Mathilde dolde så litet, att det väckte allmän förargelse. När hon väntade sitt andra barn, var det allmänt känt att det var Struensee som var far till barnet, och hon formligen lyste av lycka i hans närhet. 
Inom kort blev Struensee den mäktigaste mannen i Danmark, men palatsrevolutionen 17 januari 1772 störtade både honom och drottningen. 
Caroline Mathilde fördes som fånge till Kronborgs slott jämte sin späda dotter Louise Augusta (sedermera förmäld med hertig Fredrik Kristian II av Holstein-Augustenburg), och hon bekände där det brottsliga förhållande vari hon stått till Struensee. Även Struensee erkände sitt förhållande till drottningen, men skyllde på "naturliga krafter" och "svag motståndskraft", och sade att hon inte betytt mer för honom än "et stykke legetøj".

### Skilsmässa
Genom en kommissions dom av 6 april 1772 upplöstes äktenskapet. Hon fick behålla titeln "drottning", dock utan tillägget "av Danmark och Norge". Den 30 maj fördes drottningen på ett engelskt krigsfartyg, "Southampton", till Hannover. Avskedet vid Kronborgs strand var mycket smärtsamt; den fyraårige kronprinsen drog och slet i sin mors kjol och hon höll sin lilla dotter tryckt intill sig. Till sist blev man tvungen att slita barnen från henne; hon skulle aldrig mer få återse dem. När hon steg ombord på krigsfartyget saluterade kanonerna på Kronborg med 27 skott.
Hon tillbragte sina återstående dagar på slottet i Celle. Hon visade stor välgörenhet mot stadens sjuka och fattiga. En Matildaorden, som stiftades 1771, upphörde efter hennes fall. Hon avled, endast 23 år gammal, i sviterna efter en kort epidemisk sjukdom, troligen scharlakansfeber. Det uppstod dock rykten att hon blivit mördad. Ett rykte sade att hon förgiftats med en kopp varm choklad, ett annat att hon fått en bok från Paris med förgiftade blad. En tredje version sade att hon skulle ha tagit gift tillsammans med en 15-årig page, som påstods vara hennes älskare (pagen avled i samma veva av scharlakansfeber).
Caroline Mathilde ligger begravd i en marmorkista i den så kallade Fürstengruft i Celle. Hennes kista bär en inskrift på latin med orden: Här vilar stoftet av Caroline Mathilde. Prinsessa av Storbritannien och Braunschweig-Lüneburg. Drottning av Danmark och Norge.

## Caroline Mathilde i populärkultur

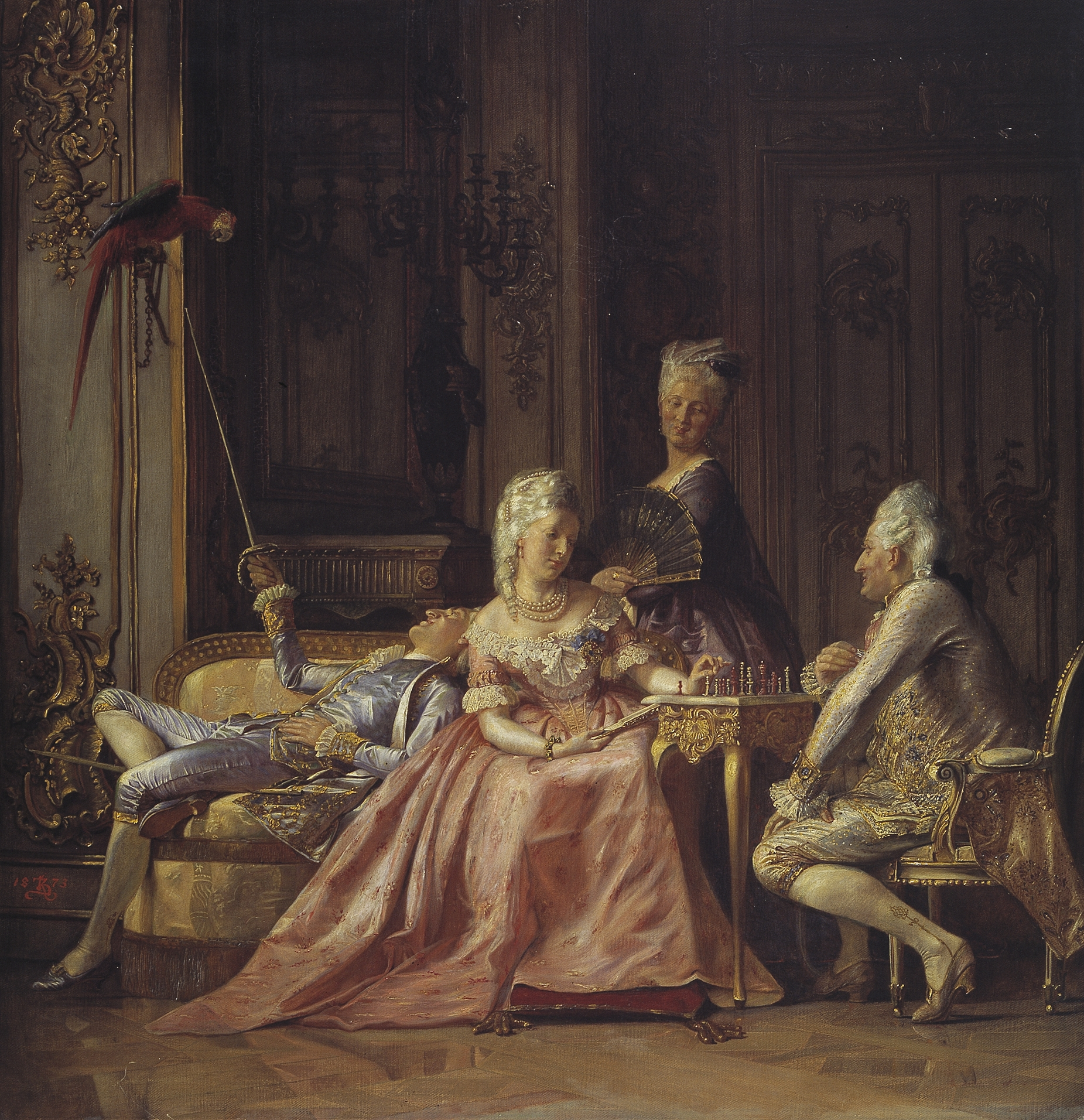
Kristian Zahrtmann: Scene från Christian VII:s hov, 1873 (Den Hirschsprungske Samling).

Åtskilliga böcker om och filmatiseringar av Caroline Mathildes liv har producerats under åren:

### Filmer
- 1923: Die Liebe einer Königin – tysk stumfilm från 1923 i regi av Ludwig Wolff med Henny Porten i rollen som Caroline Mathilde.[4]
- 1935 : The Dictator – brittisk historisk dramafilm från 1935 i regi av Victor Saville, med Madeleine Caroll i rollen som Caroline Mathilde.[5]
- 1957 : Drottningens älskare (tyska: Herrscher ohne Krone) – västtysk historisk dramafilm från 1957 i regi av Harald Braun, med Odile Versois i rollen som Caroline Mathilde.[6] Filmen är baserad på romanen Der Favorit der Königin från 1935 av den tyska författaren Robert Neumann.
- 2012: A Royal Affair (danska: En kongelig affære) – dansk Oscar–nominerad historisk dramafilm från 2012 i regi av Nikolaj Arcel med Alicia Vikander i rollen som drottning Caroline Mathilde. Filmen är baserad på romanen Prinsesse af blodet från 2000 av den danska författaren Bodil Steensen-Leth.[7]

## Barn
1. Fredrik VI av Danmark, född 1768, död 1839, kung av Danmark 1808–1839.
2. Lovisa Augusta av Danmark, född 1771, död 1843, gemål Fredrik Kristian II av Holstein-Augustenburg

## Galleri

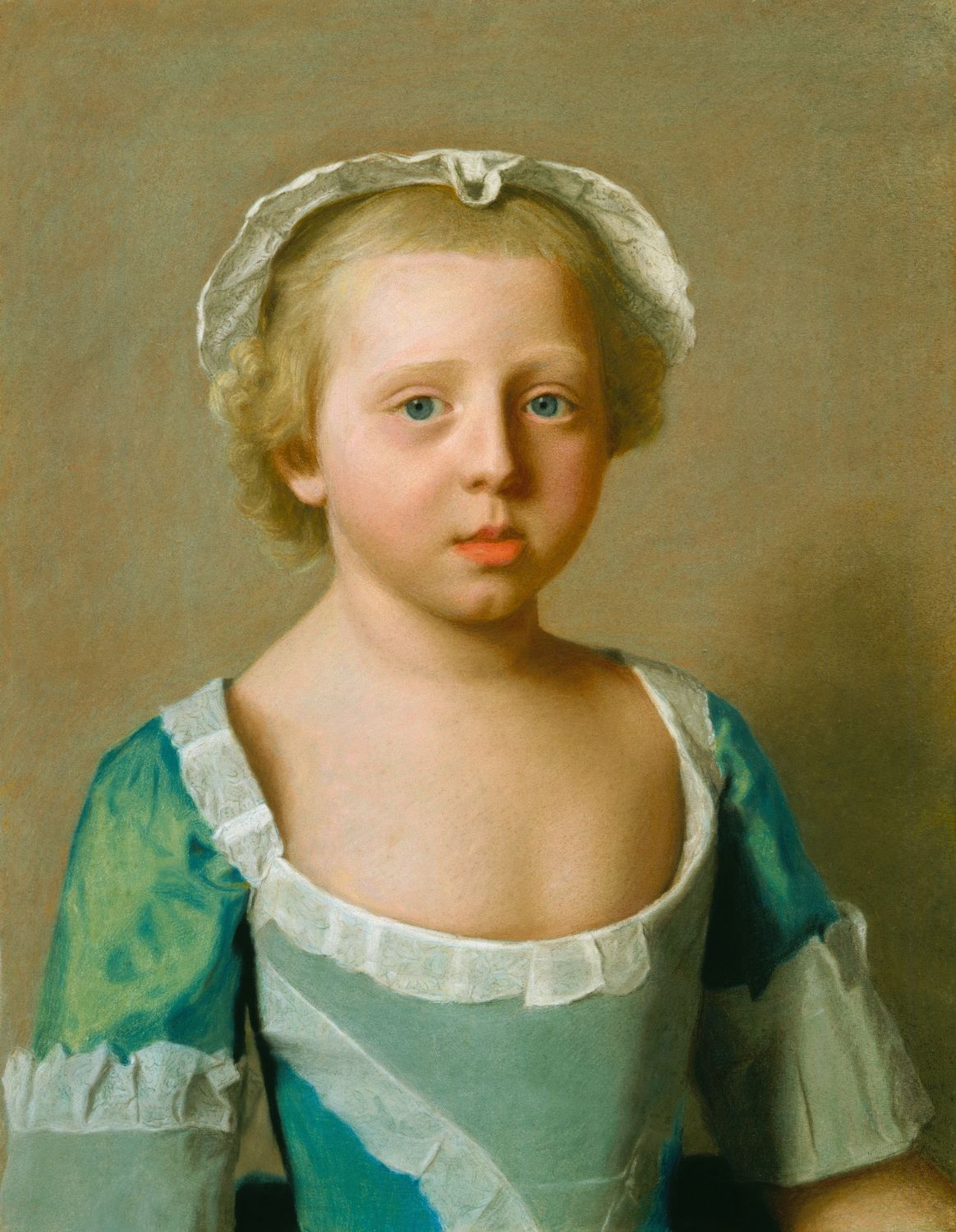
Caroline Mathilde som barn, målning av Jean-Étienne Liotard.
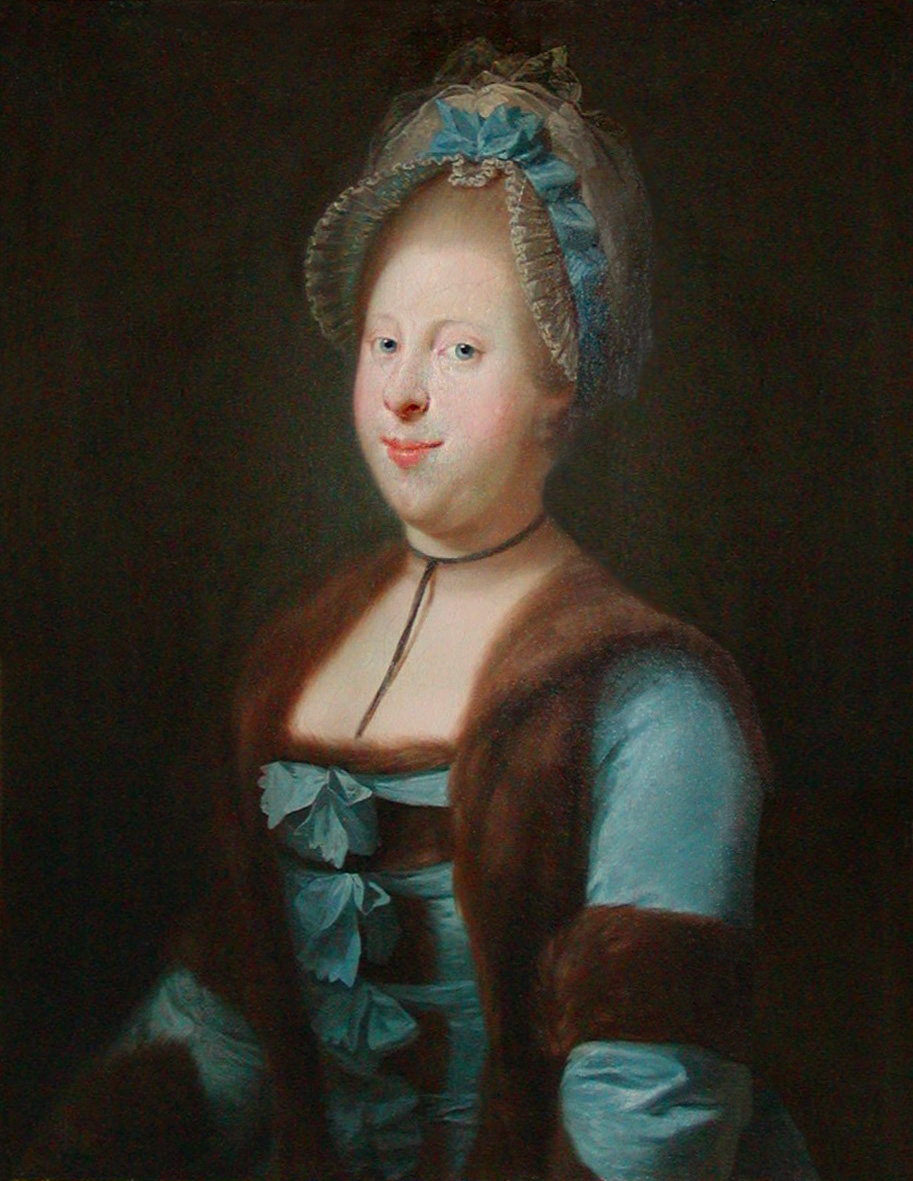
Caroline Mathilde av Storbritannien, målning av Jens Juel 1771.
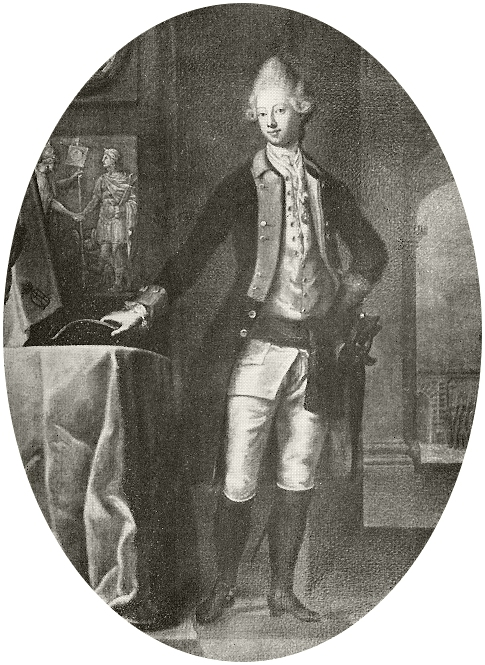
Caroline Mathilde klädd i manligt kodade kläder.

## Anfäder
|                                     |  |  |  |  |  |  |  |                          |  |  |  |  |  |  |  |                                       |  |  |  |  |  |  |  | Georg I av Storbritannien                |
|                                     |  |  |  |  |  |  |  |                          |  |  |  |  |  |  |  |                                       |  |  |  |  |  |  |  |                                          |
|                                     |  |  |  |  |  |  |  |                          |  |  |  |  |  |  |  | Georg II av Storbritannien            |  |  |  |  |  |  |  |                                          |
|                                     |  |  |  |  |  |  |  |                          |  |  |  |  |  |  |  |                                       |  |  |  |  |  |  |  |                                          |
|                                     |  |  |  |  |  |  |  |                          |  |  |  |  |  |  |  |                                       |  |  |  |  |  |  |  | Sofia Dorotea av Celle                   |
|                                     |  |  |  |  |  |  |  |                          |  |  |  |  |  |  |  |                                       |  |  |  |  |  |  |  |                                          |
|                                     |  |  |  |  |  |  |  | Fredrik av Wales         |  |  |  |  |  |  |  |                                       |  |  |  |  |  |  |  |                                          |
|                                     |  |  |  |  |  |  |  |                          |  |  |  |  |  |  |  |                                       |  |  |  |  |  |  |  |                                          |
|                                     |  |  |  |  |  |  |  |                          |  |  |  |  |  |  |  |                                       |  |  |  |  |  |  |  | Johan Fredrik av Brandenburg-Ansbach     |
|                                     |  |  |  |  |  |  |  |                          |  |  |  |  |  |  |  |                                       |  |  |  |  |  |  |  |                                          |
|                                     |  |  |  |  |  |  |  |                          |  |  |  |  |  |  |  | Caroline av Ansbach                   |  |  |  |  |  |  |  |                                          |
|                                     |  |  |  |  |  |  |  |                          |  |  |  |  |  |  |  |                                       |  |  |  |  |  |  |  |                                          |
|                                     |  |  |  |  |  |  |  |                          |  |  |  |  |  |  |  |                                       |  |  |  |  |  |  |  | Eleonore Erdmuthe av Sachsen-Eisenach    |
|                                     |  |  |  |  |  |  |  |                          |  |  |  |  |  |  |  |                                       |  |  |  |  |  |  |  |                                          |
| Caroline Mathilde av Storbritannien |  |  |  |  |  |  |  |                          |  |  |  |  |  |  |  |                                       |  |  |  |  |  |  |  |                                          |
|                                     |  |  |  |  |  |  |  |                          |  |  |  |  |  |  |  |                                       |  |  |  |  |  |  |  | Fredrik I av Sachsen-Gotha-Altenburg     |
|                                     |  |  |  |  |  |  |  |                          |  |  |  |  |  |  |  |                                       |  |  |  |  |  |  |  |                                          |
|                                     |  |  |  |  |  |  |  |                          |  |  |  |  |  |  |  | Fredrik II av Sachsen-Gotha-Altenburg |  |  |  |  |  |  |  |                                          |
|                                     |  |  |  |  |  |  |  |                          |  |  |  |  |  |  |  |                                       |  |  |  |  |  |  |  |                                          |
|                                     |  |  |  |  |  |  |  |                          |  |  |  |  |  |  |  |                                       |  |  |  |  |  |  |  | Magdalena Sibylla av Sachsen-Weissenfels |
|                                     |  |  |  |  |  |  |  |                          |  |  |  |  |  |  |  |                                       |  |  |  |  |  |  |  |                                          |
|                                     |  |  |  |  |  |  |  | Augusta av Sachsen-Gotha |  |  |  |  |  |  |  |                                       |  |  |  |  |  |  |  |                                          |
|                                     |  |  |  |  |  |  |  |                          |  |  |  |  |  |  |  |                                       |  |  |  |  |  |  |  |                                          |
|                                     |  |  |  |  |  |  |  |                          |  |  |  |  |  |  |  |                                       |  |  |  |  |  |  |  | Karl av Anhalt-Zerbst                    |
|                                     |  |  |  |  |  |  |  |                          |  |  |  |  |  |  |  |                                       |  |  |  |  |  |  |  |                                          |
|                                     |  |  |  |  |  |  |  |                          |  |  |  |  |  |  |  | Magdalena Augusta av Anhalt-Zerbst    |  |  |  |  |  |  |  |                                          |
|                                     |  |  |  |  |  |  |  |                          |  |  |  |  |  |  |  |                                       |  |  |  |  |  |  |  |                                          |
|                                     |  |  |  |  |  |  |  |                          |  |  |  |  |  |  |  |                                       |  |  |  |  |  |  |  | Sofia av Sachsen-Weissenfels             |
|                                     |  |  |  |  |  |  |  |                          |  |  |  |  |  |  |  |                                       |  |  |  |  |  |  |  |                                          |